# Monachocrinus mortenseni
Monachocrinus mortenseni is een haarster uit de familie Bathycrinidae.
De wetenschappelijke naam van de soort werd in 1938 gepubliceerd door Torsten Gislén.